# 夏の大三角形 (曲)
「夏の大三角形」（なつのだいさんかくけい）は、NICO Touches the Wallsの10枚目のシングル。2012年5月16日にキューンレコードから発売。

## 解説
4thアルバム『HUMANIA』から約5ヶ月でのリリースとなる2012年第1弾シングル。青空を背景にして、空を見上げる女性が中央に、そこに三角形も入っているジャケットとなっている。
「夏の大三角形」は、「カルピスウォーター」のCMソングとなっており、NICO Touches the Walls本人も出演している。これまでの曲と違い「大人な感じ」を出すために一度セクションで作られたバージョンを見直し、音数を少なめにすることで1つの音を際出せた。仮タイトルは「夏の大三角関係」だった。
プロデューサーとしていしわたり淳治が製作に関わっている。
完全生産盤には、MUSIC CLIP DVDが付属された。

## 収録曲
CD
1. 夏の大三角形
作詞作曲：光村龍哉　編曲：NICO Touches the Walls、岡野ハジメ
カルピス「カルピスウォーター」2012年度CMソング
レコチョクTVCMソング
テレビ東京系『ロック兄弟』5月度オープニングテーマ
2. 夕立マーチ
作詞作曲：古村大介　編曲：NICO Touches the Walls、いしわたり淳治
ギターの古村が初めて作詞・作曲を手掛けた曲。
3. ラッパと娘
作詞作曲：服部良一　編曲：NICO Touches the Walls
NICO Touches the Walls初のカヴァー曲。
4. 夏の大三角形 (instrumental)
5. 夕立マーチ (instrumental)

DVD（完全生産盤のみ）
1. CD＋DVD＋MUSIC CLIP DVD「Library vol.2」「NICO ニコパック」

DVD（初回生産盤のみ）
1. 「夏の大三角形」Live at MAKUHARI　(2012.03.20)
2. CM off shot